# Valeriana humahuacensis
Valeriana humahuacensis är en kaprifolväxtart som beskrevs av Borsini. Valeriana humahuacensis ingår i släktet vänderötter, och familjen kaprifolväxter. Inga underarter finns listade i Catalogue of Life.